# Манъэй
Кинокомпа́ния «Маньчжу́рия» (яп. 満洲映画協会 мансю:-эйга-кё: кай, кит. трад. 株式會社滿洲映畫協會), коротко Манъэй (яп. 満映) — японская кинокомпания, действовавшая в Маньчжоу-го в 1930—1940-х годах.

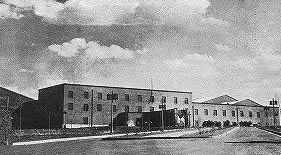
Здание кинокомпании

Кинокомпания была создана 14 августа 1937 года как совместное предприятие правительства Маньчжоу-го и Южно-Маньчжурской железнодорожной компании. Провозглашалось, что аудиторией компании являются маньчжурцы, а фильмы, произведённые ей, должны быть качественными и иметь воспитательную ценность.
Первым главой компании стал Нэгиси Канъити (яп. 根岸寬一) из кинокомпании Никкацу (студия Тамагава).
Бюджет компании составлял 5 млн юаней и она фактически являлась монополистом в маньчжурской киноотрасли. Для производства художественных фильмов была основана школа для актёров и кинематографистов (養成所), куда в основном попадали местные подростки и молодёжь без профессионального опыта; обучение длилось несколько месяцев. В 1938 году было снято 9 художественных фильмов, в 1939 — 8. Большинство режиссёров и прочих членов съёмочной команды были японцами и общались с китайцами через переводчика, что приводило к проблемам. Получавшиеся фильмы плохо привлекали зрителей.
В 1939 году на место Нэгиси был назначен Масахико Амакасу, бывший офицер японской военной полиции, ранее отсидевший всего три года тюрьме за убийство известного японского анархиста Сакаэ Осуги, его подруги и шестилетнего племянника (так называемое дело Амакасу). Он сразу ввёл в компании жёсткую дисциплину и поднял статус маньчжурских актёров, почти уравняв их зарплату с японскими, нанял маньчжурских сценаристов, а также переориентировал компанию на развлекательное кино.
Амакасу сделал всё возможное, чтобы сохранить независимость кинокомпании «Маньчжурии» от японской киноиндустрии. Он яро критиковал японскую киноиндустрию за её высокомерный подход и пренебрежение Маньчжурией.
Под руководством Амакасу кинокомпания была реорганизована в вертикально-интегрированную компанию по примеру Голливуда, немецкой Universum Film AG и итальянской Чинечитта. В Германии было закуплено самое передовое киносъёмочное оборудование, в Японии был нанят персонал. Необычным было то, что считавшийся «правым» Амакасу широко нанимал «левых», и даже коммунистов, которым не находилось места в киноиндустрии военной Японии.
Основной аудиторией «Маньчжурии» были не японцы, а маньчжуры. В опубликованной в 1942 году статье Амакасу утверждал:
Нет никакой нужды делать для Японии фильмы об экзотическом Маньчжоу-го. Японцы, если им понадобится, могут сами снять фильмы о каких-то необычных чертах Маньчжоу-го. Мы должны не забывать, что наша основная аудитория — маньчжуры
Главной звездой Манъэй была Ёсико Ямагути, родившаяся в Маньчжурии в японской семье и свободно говорившая как на японском, так и на китайском. Типичными фильмами компании являются «Энси» (яп. 胭脂) 1942 года и «Мой соловей», который был снят на русском языке и рассчитан на пропаганду среди проживавших в Маньчжурии русских белоэмигрантов.
После ликвидации Маньчжоу-го в 1945 году киностудия также прекратила своё существование; считается, что Амакасу покончил жизнь самоубийством, приняв яд.
Компания и её работники сыграли большую роль в формировании послевоенного китайского кинематографа и кинопропаганды.